# アイヴ・ガッタ・フィーリング
「アイヴ・ガッタ・フィーリング」（I've Got a Feeling）は、ビートルズの楽曲である。レノン＝マッカートニーの作品で、ポール・マッカートニーが書いた「アイヴ・ガッタ・フィーリング」とジョン・レノンが書いた「Everybody had a hard year」の2曲を組み合わせた楽曲となっている。1969年1月30日に行なわれたルーフトップ・コンサートでレコーディングされ、1970年に発売された12作目のイギリス盤公式オリジナル・アルバム『レット・イット・ビー』に収録された。エレクトリックピアノでビリー・プレストンが参加している。
ルーフトップ・コンサートの約1週間前にスタジオでレコーディングされたテイクは、1996年に発売された『ザ・ビートルズ・アンソロジー3』に収録され、2003年に発売された『レット・イット・ビー...ネイキッド』には、ルーフトップ・コンサートでレコーディングされた2回の演奏を繋ぎ合わせた音源が収録された。

## 背景・曲の構成
レノンが作った「Everybody had a hard year」は、ゲット・バック・セッションが行なわれる前にレノンによって2回レコーディングされた。レノンは1968年12月にケンウッドにある自宅でポータブルカセットテープに録音していて、当時は「Everyone had a hard year」と歌われていた。同月後半、「Everybody had a hard year」に変更し、自宅の裏庭で演奏する姿をビデオに収めた。この時に撮られた映像は、1969年3月31日にオーストリアで放送されたオノ・ヨーコのアート映画『Rape』で使用された。
1969年1月22日にアップル・スタジオで「アイヴ・ガッタ・フィーリング」をレコーディング。この時にレコーディングされたテイクは、1996年に発売された『ザ・ビートルズ・アンソロジー3』に収録された。なお、当時制作していたアルバム『ゲット・バック』には、このテイクが収録される予定となっていた。
1969年1月30日にアップル・コアの屋上で、ビートルズとして最後となるライブ・パフォーマンスを行ない、同公演で本作は2回演奏された。同公演での演奏がアルバム『レット・イット・ビー』や映画『レット・イット・ビー』に収録された。2003年に発売された『レット・イット・ビー...ネイキッド』には、2回の演奏を繋ぎ合わせ、エコーが除去された音源が収録された。

## クレジット
※出典
ビートルズ
- ポール・マッカートニー - ベース、リード・ボーカル
- ジョン・レノン - リズムギター、リード・ボーカル
- ジョージ・ハリスン - リードギター、バッキング・ボーカル
- リンゴ・スター - ドラム

外部ミュージシャン
- ビリー・プレストン - エレクトリックピアノ

## カバー・バージョン

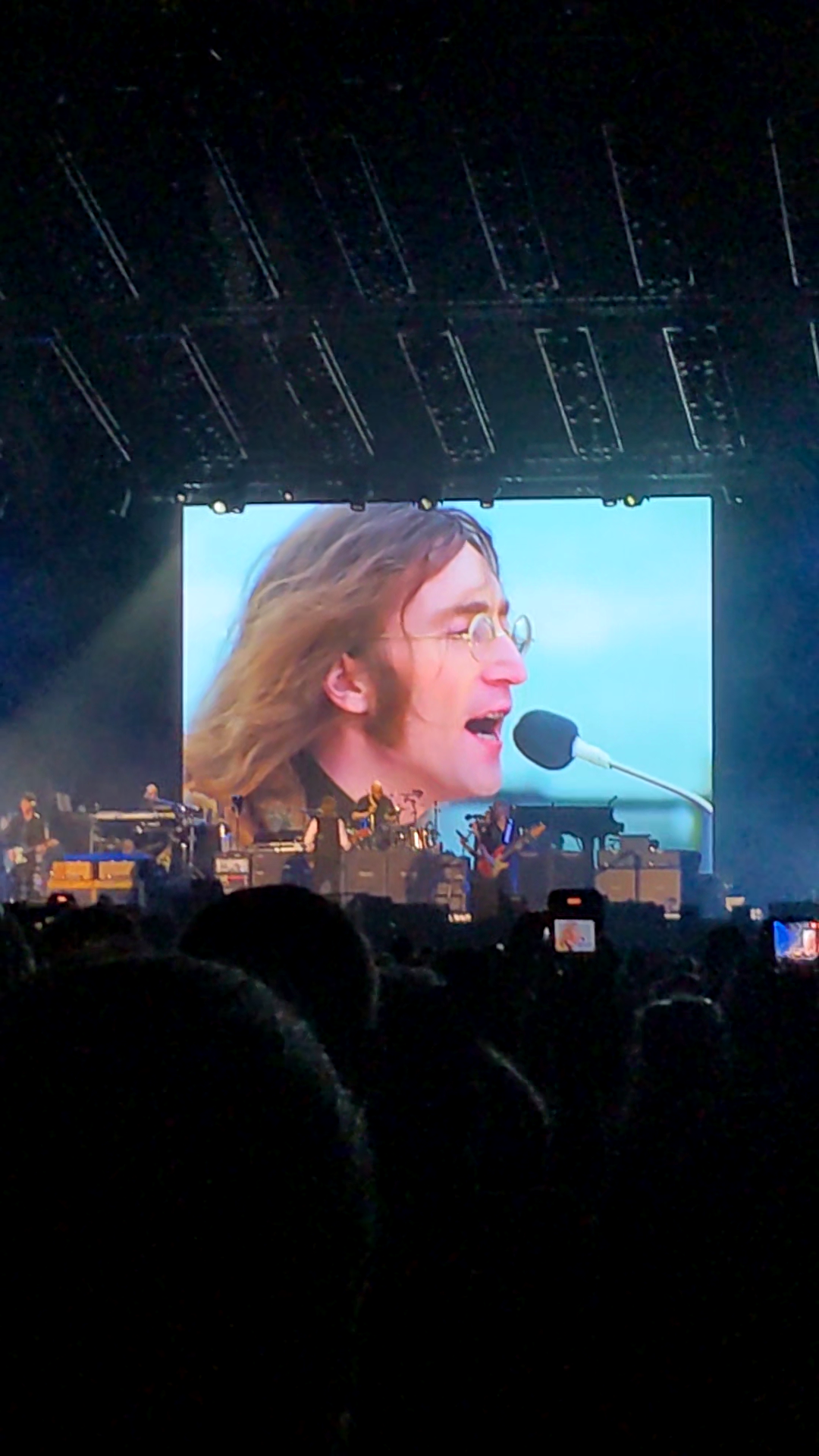
2022年の「Got Back Tour」での演奏の様子

- ビリー・プレストン - 1970年に発売されたアルバム『エンカレッジング・ワーズ』に収録[11]。
- パール・ジャム - 1991年に発売されたアルバム『TEN』に日本盤ボーナス・トラックとして収録。
- ポール・マッカートニー - 2005年のアメリカツアーで演奏[12]。2022年のコンサート・ツアー「Got Back」では、ルーフトップ・コンサートでのレノンの映像と音声を使用してデュエットが行われた[13]。
- バディ・ガイ - 2022年に発売されたアルバム『ザ・ブルース・ドント・ライ』に収録[14]。